# Dark Blood
Pour plus de détails, voir Fiche technique et Distribution.
Dark Blood est un thriller américano-britannique de George Sluizer tourné en 1993 sorti en 2012.

## Synopsis
Boy vit reclus dans un refuge, depuis la mort de sa femme, dans une zone destinée aux essais nucléaires. Il collectionne des petites poupées en bois qu'il pense dotées de pouvoirs magiques. Un jour, un couple traverse le désert de l'Arizona. Ils tombent en panne et sont aidés par Boy...

## Fiche technique
- Titre original : Dark Blood
- Réalisation : George Sluizer
- Scénario : Jim Barton et George Sluizer
- Direction artistique : Ben van Os et Jan Roelfs
- Décors :
- Costumes : Jane Robinson
- Photographie : Edward Lachman
- Son :
- Montage : Martin Walsh (montage original) et Michiel Reichwein
- Musique : Florencia Di Concilio et James Michael Taylor
- Production : Jeannie Neill et JoAnne Sellar
- Société de production : Fine Line Features et Scala Productions
- Société de distribution :  Fine Line Features
- Pays d'origine :  États-Unis,  Royaume-Uni
- Langue : anglais
- Format : Couleurs - 35 mm - 1.85:1 - Son Dolby numérique
- Genre : Drame
- Durée : 86 minutes
- Dates de sortie[1] :
  -  Pays-Bas : 27 septembre 2012 (Festival du cinéma néerlandais d'Utrecht)
  -  Allemagne : 14 février 2013 (Berlinale 2013)
  -  États-Unis : 6 mars 2013 (Festival international du film de Miami)

## Distribution
- River Phoenix : Boy, le garçon
- Jonathan Pryce : Harry Fisher
- Judy Davis : Buffy
- Rhonda Aldrich
- T. Dan Hopkins : Joe Tapesi
- Karen Black : la femme du motel
- John Trudell

## Production

### Développement
Tourné en 1993, Dark Blood était resté inachevé à la mort de l'acteur River Phoenix. La production en était pourtant à un stade avancé : il ne restait plus qu'une dizaine de jours. Le projet est alors abandonné et le réalisateur George Sluizer décide même de cacher les négatifs. En octobre 2011, il est révélé que George Sluizer a finalement décidé de procéder à un montage de son film et qu'il compensera l'absence de certaines scènes par une voix off. Il avouera même avoir envisagé pour cela le frère de River Phoenix, Joaquin Phoenix.

### Présentation et sortie
Le 27 septembre 2012, le film est présenté en avant-première lors du 32e Festival du cinéma néerlandais d'Utrecht.
Le film est en sélection officielle mais hors compétition lors du 63e Festival de Berlin en février 2013.